# Älvsered
Älvsered är en tätort i Falkenbergs kommun i Hallands län och landskapet Västergötland samt kyrkbyn i Älvsereds socken, belägen 5 mil norr om Falkenberg och 4 mil söder om Svenljunga, och genomrinns av Högvadsån. Samhället är den sydligaste tätorten i Västergötland och den nordligaste i Falkenbergs kommun.
Här ligger Älvsereds kyrka.

## Befolkningsutveckling
| Befolkningsutvecklingen i Älvsered 1960–2020 | Befolkningsutvecklingen i Älvsered 1960–2020 | Befolkningsutvecklingen i Älvsered 1960–2020 | Befolkningsutvecklingen i Älvsered 1960–2020 | Befolkningsutvecklingen i Älvsered 1960–2020 |
| -------------------------------------------- | -------------------------------------------- | -------------------------------------------- | -------------------------------------------- | -------------------------------------------- |
|                                              |                                              |                                              |                                              |                                              |
| År                                           |                                              |                                              | Folkmängd                                    | Areal (ha)                                   |
| 1960                                         | 1960                                         |                                              | 471                                          |                                              |
| 1965                                         | 1965                                         |                                              | 469                                          |                                              |
| 1970                                         | 1970                                         |                                              | 534                                          |                                              |
| 1975                                         | 1975                                         |                                              | 545                                          |                                              |
| 1980                                         | 1980                                         |                                              | 549                                          |                                              |
| 1990                                         | 1990                                         |                                              | 516                                          | 97                                           |
| 1995                                         | 1995                                         |                                              | 468                                          | 99                                           |
| 2000                                         | 2000                                         |                                              | 452                                          | 99                                           |
| 2005                                         | 2005                                         |                                              | 475                                          | 99                                           |
| 2010                                         | 2010                                         |                                              | 433                                          | 99                                           |
| 2015                                         | 2015                                         |                                              | 445                                          | 113                                          |
| 2020                                         | 2020                                         |                                              | 441                                          | 111                                          |
|                                              |                                              |                                              |                                              |                                              |

## Kommunikationer
Länsväg 154 (Falkenberg-Borås) genomkorsar samhället. Från 1894 till 1961 fanns här en järnvägsstation vid den smalspåriga Falkenbergs Järnväg, som gick mellan Falkenberg och Limmared. Den kallades allmänt för Pyttebanan.

## Näringsliv
Älvsered är en del av Sjuhäradsbygden. Tillverkning och postorderförsäljning av textilvaror har länge satt sin prägel på orten. Först ut var Älvsereds Postorder, som tillhörde moderbolaget Västgöta Vävnad AB och som vid sidan av järnvägen var en förutsättning för samhällets framväxt. Dess efterföljare, Älvsereds Shoppingcenter var ett av ortens viktigaste företag men gick i konkurs 2011. Strumpfabriker och syfabrik har funnits, men är också nedlagda.
Cirkus Maximum har sitt vinterkvarter i Älvsered. Det finns också ett flertal mindre serviceföretag i samhället. 

## Kända personer från Älvsered
- Stefan Gerhardsson (född 1958), komiker och skådespelare
- Gustaf Gustafsson i Älvsered (1875–1934), disponent och politiker, högerman
- Bengt Källquist (född 1958), cirkusdirektör
- Anneli Andelén (född 1968), fotbollsspelare